# 羅伯特·安切爾
羅伯特·安切爾（法語：Robert Anchel，1880年6月30日—1951年7月9日）出生於法國法蘭西島大區的巴黎，是已故的猶太教歷史學家，以及檔案管理員。

## 生平
他畢業於法國猶太神學院，憑藉著他的分類專業論文，讓他得到檔案管理員的文憑。
1906-1911年，他成為厄爾省聖安德烈的檔案管理員，1912年-1940年則進入法國國家檔案館工作，在那裏擔任助理館長。